# Buntalan (Temayang)
Buntalan is een bestuurslaag in het regentschap Bojonegoro van de provincie Oost-Java, Indonesië. Buntalan telt 2535 inwoners (volkstelling 2010).